# Tafsir al-Mizan

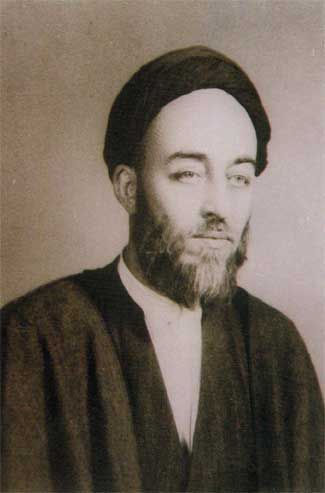
Författaren Allameh Tabatabaei.

Al-Mizan fi Tafsir al-Qur'an (arabiska: الميزان في تفسير القرآن, Balansen i tolkningen av Koranen), mer känd som Tafsir al-Mizan eller endast al-Mizan, är en tafsir (exeges av Koranen) skriven av den shiamuslimske lärde och filosofen Allameh Seyyed Mohammad Hossein Tabatabaei (1892-1981). Boken består av 27 volymer ursprungligen skrivna på arabiska. Tafsir al-Mizan har översatts till engelska av den shiitiske lärde Syed Saeed Akhtar Rizvi. Allameh Tabatabaeis metod för tolkning av Koranen är den så kallade Koranen av Koranen-metoden.